# Túnel Martim de Sá
O Túnel Martim de Sá, popularmente conhecido como Túnel Frei Caneca, localiza-se na cidade e estado do Rio de Janeiro, no Brasil.
Via de mão única, liga os bairros do Catumbi (Rua Frei Caneca) e de Fátima (Rua do Riachuelo e  Avenida Henrique Valadares), cortando o Morro de Santa Teresa, criando uma alternativa para o tráfego entre o bairro Tijuca e o Centro da cidade, aliviando a Avenida Presidente Vargas.

## História
A licitação para a construção do túnel teve seu resultado revelado em 10 de março de 1969, tendo como vencedora a Companhia Alambra de Engenharia. As obras tinham um orçamento de NCr$ 4.833.770,00 e deveriam durar 360 dias. Para a construção do túnel ser realizada, foram desapropriadas 30 edificações que foram demolidas pela empresa Arco em 60 dias Apesar do prazo, as obras haviam avançado pouco oito meses depois, prenunciando um atraso no prazo original de 360 dias.
As obras do túnel foram inauguradas apenas em 16 de março de 1977 (7 anos depois do prazo original), tendo sido batizado Túnel Martim de Sá. O seu nome homenageia o governador e capitão-general da capitania do Rio de Janeiro, Martim Correia de Sá. O túnel, com trezentos e quatro metros de comprimento, foi totalmente escavado em solo, sendo, à época, a maior obra transversal desse gênero no país. O projeto do tunel é do eng. Antonio Russel Raposo de Almeida ( conforme nota no jornal o globo, de 27/07/ 1972 ), diretor de tuneis.
Em 1997 constatou-se infiltração generalizada pelas juntas de concretagem da abóbada superior do túnel, o que requereu uma extensa obra executada no ano seguinte (1998) para a recuperação das mesmas e instalação de sistema de drenagem. Novas obras foram realizadas em 2012 para recuperação da estrutura e tratamento de infiltrações.